# Kościół św. Krzysztofa w Steklnie
Kościół św. Krzysztofa w Steklnie – katolicki kościół filialny zlokalizowany we wsi Steklno w gminie Gryfino, w powiecie gryfińskim (województwo zachodniopomorskie). Należy do parafii św. Ojca Pio w Pniewie.

## Historia i architektura
Kościół został zbudowany na początku XVI wieku, pod koniec stulecia dobudowano do niego wieżę. Murowany jest z kamieni narzutowych. W 1945 roku świątynia uległa zniszczeniu w trakcie działań wojennych. Została odbudowana w latach 1994–1998.
Wnętrze kościoła nakryte jest drewnianym stropem. Prezbiterium umieszczone jest na niewielkim podwyższeniu. W oknach znajdują się witraże z wizerunkami świętych.